# DShield
DShield je v informatice název komunitního systému sdílení logů z firewallů. Logy získává od dobrovolníků po celém světě a používá je pro vyhodnocení trendů útoků. Oficiálně byl tento projekt spuštěn v listopadu roku 2000 a za jeho spuštěním stojí Johannes Ullrich. Od té doby se systém rozrostl a stal se celosvětově dominantním systémem vzájemné ochrany před útoky.
DShield pravidelně používají média jako zdroj informací o současných událostech. Analýzy provedené DShieldem pomohly ke včasnému odhalení několika červů, například Ramen, Code Red, Leaves, SQ Snake. DShield je často používán analytiky útoků pro určení jejich hlavních znaků.
Cílem projektu DShield je zpřístupnit získané informace bezplatně veřejnosti, aby měla povědomí o aktuálních internetových útocích. Mnohé datové kanály jsou zpřístupněny uživatelům zakomponováním do jejich webových stránek, nebo v podobě asistenta, který pomáhá analyzovat události.